# Den Siamesiske Revolution
Den Siamesiske Revolution var et ublodigt thailandsk statskup den 24. juni 1932, hvor det absolutte monarki blev erstattet med et konstitutionelt monarki.
Indenrigspolitisk har Thailand været præget af vedvarende konflikt og ustabilitet lige siden, hvor der frem til 2014 har været yderligere 19 statskup.

## Baggrund og optakt

### Enevældet
Siden 1782 var Kongeriget Siam (tidligere navn for Thailand) blevet styret af Chakri-dynastiet. Efter 1868 reformerede kong Chulalongkorn (Rama V, 1868-1910) et middelalderrige til en centraliserende stat af absolut monarki. I 1890'erne begyndte Chulalongkorn en gennemgribende modernisering af riget med Europa som forbillede, især Storbritannien, Tyskland og Danmark. Efter sin anden Europa-rejse i 1907 fulgte udvikling af landbrug, sundhedsvæsen, skattesystem, jernbane, telegraf og elektricitet.
Personlige forbindelser og familie-netværk forblev vigtige. Gammeldags dominans og social rangorden forblev intakt mellem bureaukraterne og pøblen. Ændrings-processen gik langtfra glat. Gennem Chulalongkorns regeringstid var der rygter om statskup, både fra traditionalister og skuffede reformister. Ændringerne af nationalstaten, baseret på kolonialisme – bemærk, at Thailand blev aldrig koloniseret med forblev en stødpude mellem Storbritannien og Frankrigs besiddelser i Sydøstasien – gik hånd-i-hånd med øget kongelig magt og rekonceptualisering af monarkiets ideologiske fundament.
Chulalongkorn definerede den absoluttee kongelige magt med: Kongen styrer absolut efter sit eget kongelige ønske. Der er ikke noget større end dette. Kongen har absolut magt som 1) hersker over riget og tilflugt for folket, 2) retfærdighedens kilde, 3) kilden til rang og status, 4) hærfører for de væbnede styrker, der afhjælper folkets lidelser ved at føre krig eller, ved at føre venskabelige forbindelser med andre lande. Kongen fejler ikke. Der er ingen magt, der kan dømme eller straffe ham.

### Rama VIs styre
Efter kong Chulalongkorns (Rama V) død i 1910 søgte kong Vajiravudh (Rama VI, 1910-1925) at legitimere enevælden gennem thailandsk nationalisme og med en vestlig tilgang. Han var uddannet i England fra han var 12 til 22 år. Han afviste sin fars idé om, at han som efterfølger skulle indføre parlamentarisme og Siam skulle have en forfatning. Han første regering bestod af 10 kongelige familienmedlemmer og kun en udefra. Kongehuset førte en overdådig livsstil, hvor blandt andre kongen afholdt en kostbar kroningsceremoni og byggede tre paladser, så staten måtte optage udlandslån, for at undgå statsbankerot.
I 1912 forsøgtes et paladsoprør – planlagt af unge militærofficerer, der var utilfredse med, at kongen havde oprettet sit eget paramilitære korps – uden held at omstyrte og erstatte Rama VI. Deres mål var at vælte det antikke regime og erstatte det med et vestliggjort forfatningssystem og, at erstatte Rama VI med en prins, der var mere sympatisk over for deres idéer. Oprøret mislykkedes, og deltagerne blev fængslet. Rama VI fortsatte sit enevældige styre.
Flere år senere udpegede han imidlertid dygtige borgerlige til regeringen, hvilket imidlertid skuffede aristokratiet og adelen. Kongen kom nemlig derved til, at gennemførte politikker, der reelt reducerede den kongelige families indflydelse.

### Ny vestlig uddannet borgerlig elite
Vestlig uddannelse var begyndt at blive populær under kong Chulalongkorn (Rama V). Selvom dette stadig stort set var begrænset til den siamesiske adel og de velhavende, var nye muligheder for social mobilitet også blevet tilgængelige for almindelige mennesker og medlemmer af den lavere adel. Det bedste eksempel herpå er Phibun Songkhram, som kom fra bondeklasse. Mange af de dygtigste studerende, både almue og adel, blev sendt til Europa for at studere. Disse omfattede Pridi Banomyong, som var af kinesisk-thai afstamning, og Prayoon Pamornmontri, den halvt tyske søn af en yngre thailandsk embedsmand ved den siamesiske legation i Berlin. De skulle blive fremtrædende medlemmer af "Initiativtagerne". Disse vestligt uddannede almindelige eliter blev ikke blot eksponeret for den nyeste videnskabelige og tekniske viden i Europa, men også for idealerne om vestligt demokrati, nationalisme og kommunisme.

### "Initiativtagerne"
I februar 1927 mødtes en lille gruppe på syv militære og civile studerende på et hotel på Rue du Sommerard i Paris. De diskutere etablering af et politisk parti, som kunne bringe forandring til Siam. For ikke at ville gentage fiaskoen fra 1912-komplottet, lagde de en klar og sammenhængende plan, for at ændre Siam. Med i gruppen var to unge studerende, den ene en soldat og artillerist, Plaek Khittasangkha, den anden en radikal jurastuderende, Pridi Banomyong. Gruppen kaldte sig selv "Initiativtagerne" (thai: ผู้ก่อการ), i håb om at vende hjem og forsøge, at fremme forandring. Initiativtagerne indså dog, at det siamesiske folk endnu ikke var klar til demokrati og, at de fleste i befolkningen var analfabet-bønder med ringe bekymring for anliggender i hovedstaden. I Bangkok var den nye og fremvoksende middelklasse afhængig af aristokratiets protektion for job og karriere. Som et resultat indså de, at masserevolution ikke var en mulighed, kun et militærledet statskup var indenfor rækkevidde. Til formålet blev Folkepartiet (thai: คณะราษฎร, transkrition: Khana Ratsadon, engelsk: People's Party) oprettet.
Da Initiativtagerne vendte hjem til Siam i slutningen af 1920'erne, var deres chancer for at tage magten lig med nul. Derfor udvidede de stille og roligt deres lister over kontakter og partimedlemskab, for det meste ved hjælp af et personlige forhold. Pridi blev lærer ved Chulalongkorn-universitetet, hvor han samlede støtte fra omkring halvtreds ligesindede mænd, for det meste civile og embedsmænd, som også ønskede at se enden på enevældet. Det var de andres opgave, såsom Plaek, der på det tidspunkt havde modtaget adelstitlen Luang (thai: หลวง) og blevet Luang Phibunsongkhram, at forsøge at samle tilhængere i hæren. En ung flådekaptajn, Luang Sinthusongkhramchai, gjorde det samme for flåden. Der var i alt flere end 100 officerer involveret, men især fire blev vigtige og kom til at udgøre ledelse og udfærdigelse af en strategisk plan, der gjorde det muligt for partiet, at gribe magten.

### "De fire Musketerer"
De mest højtstående medlemmer af partiet, blev til partiets øverste revolutionære ledelse og kaldtes De fire Musketerer (thai; 4 ทหารเสือ, dansk:4 tiger soldater). De bestod af (fra venstre på foto) oberst Phraya Songsuradet, oberstløjtnant Phra Phrasasphithayayut, oberst Phraya Phahonphonphayuhasena (forkortet Phraya Phahon) og oberst Phraya Ritthiakhaney.
Prayoon Pamornmontri, en af de syv initiativtagere og selv en hærofficer og tidligere kongelig page hos kong Vajiravudh, påtog sig, at forsøge at rekruttere indflydelsesrige og magtfulde medlemmer til partiet, som også ønskede at se enden på det absolutte monarki og prinsernes magt. En af de officer, som han havde forbindelse med, var viceinspektøren for artilleri, oberst Phraya Phahon. Han var blandt andet var uddannet som ingeniør i Danmark og meldte sig straks ind i partiet. En anden seniorofficer var oberst Phraya Songsuradet, der betragtes som en af de bedste hjerner i sin generation og direktør for uddannelse ved Militærakademiet. Begge havde studeret i udlandet og var ivrige efter forandring. Phraya Songsuradet blev øjeblikkeligt partiets taktiker, og rådede det til først at sikre Bangkok militært, til sidst ville landet så følge efter. Han rådede også Initiativtagerne til at være mere hemmelighedsfulde, for at undgå afsløring til officielle myndigheder og politiet. Til sidst henvendte han sig til sin ven oberst Phraya Ritthiakhaney, chef for Bangkoks artilleri, som delte hans bekymringer om kongehusets dominans over hæren og sluttede sig til partiet. Endelig fik de selskab af Phra Phrasasphithayayut, en anden utilfreds officer.

### Rama VII overtager tronen
Prajadhipok (Rama VII, 1925-1935) var bror til kong Vajiravudh (Rama VI), der i 1924 ændrede arveloven, så tronen, hvis kongen igen sønner eller sønnesønner havde, skule overgå til hans helbror, der delte både den samme far og mor. Rama VI var barnløs indtil to timer før sin død, hvor prinsessekonsort Suvadhana fødte en datter.
Rama VII overtog et land i krise, på randen af statsbakerot og det faktum, at staten og folket var tvunget til at subsidiere de mange prinser og deres overdådige livsstil. Rama VII oprettede det øverste statsråd. for at løse problemerne. Rådet var sammensat af 40 højtstående erfarne, ældre prinser i den kongelige familie og officielle adel. De erstattede almuen, udpeget af Rama VI. Højtstående Chakri-fyrster havde genvundet dominansen af regeringen. Kun fire af de tolv ministerier blev administreret af almue eller medlemmer af den lavere adel. Rama VII beordrede straks nedskæring i kongehusets udgifter og blev populær ved, at rejse meget rundt i landet. Han gjorde samtidigt sig selv mere tilgængelig og synlig for den stadigt voksende Bangkok-elite og middelklasse ved, at udføre mange borgerlige opgaver. På dette tidspunkt begyndte studerende, at vende tilbage fra udlandet. De blev stillet over for mangel af karriere muligheder, på grund prinsernes forskansning og landets tilbageståenhed i forhold til den vestlige verden.
I slutningen af 1920'erne ændrede Initiativtagerne fokus fra artikler med kritik af enevælde til forslag for ændring, hvor de oplyste læserne om betydningen af- og fordelene ved en forfatning. Da verden gled ind i 1929-depressionen toppede kritikken. Kong Prajadhipoks regering havde i 1927 gjort undervisning i økonomi kriminelt. Kongende spurgte sarkastisk om de ønskede, at hans regering skulle lave en femårsplan ligesom Sovjetunionen, mens regeringen kæmpede for, at få balance i statsbudgettet, med besparelser i uddannelse til følge og højere indkomstskat. Regeringen nægtede at opgive guldstandarden, som, hævdede kritikere, pustede værdien af baht op og skadede Siams riseksport.
I mellemtiden satsede kongen på at udarbejde en forfatning med hjælp fra to prinser og en amerikansk udenrigspolitisk rådgiver, Raymond Bartlett Stevens. På trods af, at han blev informeret om, at hans folk endnu ikke var klar til demokrati, blev kongen ikke afskrækket og var fast besluttet på, at implementere en forfatning før hans dynastis 150-års jubilæum i 1932. Dokumentet blev afvist af fyrsterne i det øverste råd.

## Forbandelsen der hjemsøgte Krung Thep Maha Nakhon i 150 år
Da Krung Thep Maha Nakhon (Bangkok) blev grundlagt af den nykronede Kong Ramathibodi (aka Chao Phya Chakri, kongen skiftede navn flere gange, hvilket var kutyme på den tid), senere Rama I, blev de kongelige astrologer rådspurgt om hvornår byens grundsøjle (symbolsk søjle) skulle sættes. Efter fire dages udregning blev tidspunktet fastsat til den 21. april klokken 6:54 om morgenen i år 1782 (efter gregorianske kalender). Da søjlen skulle sænkes ned i hullet var det indtaget af fire slanger, men da man ikke kunne udskyde astrologernes tidspunkt, blev søjlen banket ned og slangerne ofret.
Astrologerne kunne ikke forklare hvad det betød, men syv år senere blev kongens tronsal ramt af et lyn. Kongen konsulterede igen astrologerne, der nu kunne fortælle, at slangerne betød at Chakri-dynastiet ville falde, men da kongen netop havde beordret en ny oversættelse af det hellige buddhistiske Tripitaka skrift, ville byens engle udsætte dommedag og konge-linjen bestå i 150 år. (Bangkoks egentlige navn er Krung Thep Maha Nakhon, hvilket på thailandsk betyder Englenes Storslåede By).
I stedet for at acceptere, at slægten havde en profeteret undergang, forsøgter de følgende konger at omgøre profetien. I december 1852 løste Kong Monkut (Rama IV) problemet ved roden, ved simpelthen at rive helligdommen for byens søjle ned, og genopbygge den med en ny søjle ved siden af den oprindelige. I begyndelsen af 1932 (Thai-nytåret var 1. april indtil 1940) var den på tidspunktet regerende Chakri-konge, Prajadhipok (Rama VII), klar over hvilken skæbnen, han stod over for, ikke mindst fordi han var født i 1893, slangens år, ifølge den asiatiske astrologi.

## Revolution og ophør af enevælde

### Kongen flyttede i sommerpalads
I april var stemningen i kongehuset meget afdæmpet på grund af frygten fra den gamle profeti om dommedag og kongelinjens udslettelse efter 150 år. I slutningen af april forlod kong Prajadhipok Bangkok og flyttede til sit sommerresidens, Klai Kangwon-paladset (thai: วังไกลกังวล, dansk: langt fra bekymringer) i Hua Hin. Kongen efterlod Prins Paribatra som regent.

### Kupplaner blev lækket
På trods af Initiativtagernes og De fire Musketerers forholdsregler, blev planer om et forestående statskup lækket til politiet. Om aftenen den 23. juni 1932 ringede politiets generaldirektør til prins Paribatra og bad om hans tilladelse til, at arrestere og fængsle alle involverede i plottet. Prinsen, der genkendte navne på listen, som omfattede mange indflydelsesrige og magtfulde personer, besluttede at udsætte ordren til næste dag.
Prayoon Pamornmontri, en af de syv initiativtagere, tog senere på natten kommando over en kadre af unge officerer, for at beslaglægge post- og telegrafkontorerne rundt om i hovedstaden. Al kommunikation mellem prinserne og højtstående medlemmer af administrationen blev således deaktiveret. Deres huse var også under overvågning og bevogtet af både civile og militære partimedlemmer.

### Beslaglæggelse af Bangkok
Samme aften kommanderede en tilhænger i flåden en kanonbåd fra kaj ved Chao Phraya-floden, hvor den om morgenen rettede han sine kanoner direkte mod Prins Paribatras palads i Bangkok. Initiativtager Luang Sinthusongkhramchai mobiliserede selv 500 bevæbnede søfolk, så de var klar til at indtage Ananta Samakhom-tronsalen, en del af Dusit Palace-området i Bangkoks centrum.
Klokken fire om morgenen den 24. juni var tre af De fire Musketerer – Phraya Songsuradet, Phra Phrasasphithayayut og Phraya Phahon – allerede i gang med at udføre deres del af planen. Phraya Phahon og nogle tilhængere samledes i nærheden af tronsalen og ventede på signalet, mens Phraya Songsuradet gik sammen med et par af de sammensvorne til kasernen for Kongegardens Første Kavaleriregiment, hvor de fleste af de pansrede køretøjer i Bangkok var stationeret. Ved ankomsten irettesatte Phraya Songsuradet den officer, der var ansvarlig for kasernen, for at have sovet, mens der var en kinesisk opstand, der fandt sted andre steder i byen, alt imens han åbnede kasernens porte og mobiliserede tropperne. Listen virkede. Gennem forvirringen og panikken var Phraya Prasan i stand til at anholde chefen for regimentet og anbringe ham i varetægt. Plaek Phibunsongkhram blev beordret til at bevogte ham mens pansrede køretøjer, inklusive nogle kampvogne, blev beordret til at køre mod Ananta Samakhom-tronsalen. Efter at have fået at vide uger tidligere, at en militærøvelse skulle finde sted, sluttede andre tropper i nærheden af Bangkok sig til kupmagerne og deltog således ubevidst i en revolution. Enheder, der var loyale over for monarken, lukkede sig inde i deres kaserne.

### Revolutionen
Da infanteriet og kavaleriet ankom til kongeslottet foran Ananta Samakhom-tronsalen omkring klokken seks, var der allerede en folkemængde, der så militæropbuddet. De forvekslede episoden med en kinesisk opstand eller en militærøvelse. Phraya Phahon klatrede op på en tank og læste Folkepartiets-manifestet, en erklæring, hvori afslutningen på det absolutte monarki og etableringen af en ny forfatningsstat i Siam blev proklameret. Promotorerne jublede, efterfulgt af militæret, sandsynligvis mere af respekt end fuld forståelse af, hvad der faktisk skete. Phraya Phahon bluffede, revolutionens succes afhang stadig af begivenheder andre steder i Bangkok.
Phraya Prasan blev sendt til prins Paribatras hus og til andre højtstående medlemmer af regeringen og prinser. Prins Paribatra var tilsyneladende i sin pyjamas. 13 kongelige familiemedlemmer og 12 fra adelen blev anholdt. Ingen, undtagen chefen for Første Arme, ydede nogen modstand. Han kæmpede og blev lettere såret, men blev til sidst taget i forvaring og blev revolutionens eneste offer. Omkring 40 embedsmænd blev tilbageholdt i Ananta Samakhom-tronsalen. En undtagelse var handels- og kommunikationsministeren, prins Purachatra Jayakara, som flygtede i et frakoblet lokomotiv, for at advare kongen i Hua Hin. Ved otte-tiden var kuppet overstået og Initiativtagerne havde vundet.
De fleste af de militære og civile administrationer ydede ringe modstand. De var vant til at tage imod ordrer og med alle kommunikationslinjer lukket ned, var de ude af stand til at handle. Den næste fase af revolutionen blev overladt til den civile side af partiet. Partileder Pridi Banomyong dækkede, med hjælp fra sine støtter, hovedstaden med partiets propagandafoldere, pjecer og radioudsendelser, der alle støttede revolutionen.
Folkepartiet tvang prinserne til at underskrive et dokument, der proklamerede deres forpligtelse til fred, for at undgå enhver form for blodsudgydelse. Kuppet fremkaldte næsten ingen reaktion fra befolkningen, og folkets daglige liv vendte tilbage til det normale før dagens slutning. Resten af landet var også uanfægtet, hvilket fik avisen The Times i London til at rapportere, at revolutionen blot var "en simpel justering af forholdene".
Om aftenen den 24. juni var Folkepartiet selvsikre nok til, at indkalde til et højtstående ministermøde. På mødet forsøgte Pridi at overtale højtstående embedsmænd til at støtte Folkepartiet og bad dem forblive i embedet, for at forvirringen ikke skulle føre til udenlandsk intervention. Pridi bad udenrigsministeriet om, at sende et dokument til alle udenrigsrepræsentationer, hvori det blev angivet, at partiet var forpligtet til at beskytte udenlandske liv og forretninger, og til at opfylde Siams traktatforpligtelser.

### Folkepartietsmanifest
Til hele folket,
Da denne konge efterfulgte sin ældre bror, havde folk først håbet, at han ville regere beskyttende. Men... kongen fastholder sin magt over loven som tidligere. Han udnævner hofslægtninge og marionetdukker uden kvalifikationer eller viden til vigtige stillinger, uden at lytte til folkets stemme. Han tillader embedsmænd at bruge magten i deres embede uærligt... Han ophøjer dem af kongeligt blod til, at have særlige rettigheder forud for folket. Han regerer uden principper. Landets anliggender er overladt til skæbnens nåde, som det kan ses af økonomiens depression og strabadser... Kongens regering har behandlet folket som slaver... Det kan ses af de skatter, der presses ud af folket, og som kongen bruger mange millioner af, til personligt forbrug... Folkepartiet har intet ønske om at overtage tronen. Derfor inviterer det denne konge til at beholde sin position. Men han skal være under loven i en forfatning, for at regere landet, og kan intet gøre noget selvstændigt, uden godkendelse fra forsamlingen af folkets repræsentanter... Hvis kongen svarer med et afslag eller ikke svarer inden for den fastsatte tid... betragtes det, som forræderi mod nationen, og det vil være nødvendigt for landet, at have en republikansk styreform.

### Kongehusets reaktion
Et telegram med manifestet blev sendt til kong Prajadhipok, der spillede golf på sommerpladsets bane i Hua Hin sammen med dronningen, to fyrstelige ministre og nogle hoffolk. Telegrammet var dog omskrevet til Rachasap – en meget formel og høflig form af thai-sprog, som bruges af kongehuset – så tonen afveg fra den hårde tone i det manifest, der blev oplæst. I telegrammet stod derimod, at hvis kongen ikke ønskede at forblive som monark under en forfatning, var Folkepartiet villig til, at erstatte ham med en anden kongelig prins. På trods af det høflige kongelige sprog, advarede telegrammet dog kongen om, at hvis et medlem af Folkepartiet blev såret, ville de varetægtsfængslede prinser lide det samme.
Kong Prajadhipok var dog allerede opmærksom på de igangværende begivenheder i Bangkok. Angiveligt ved golfbanens ottende hul, ankom prins Purachatra for at rapportere til kongen, der sammen med prinserne diskuterede flere muligheder, som blandt andet omfattede at flygte fra landet, iscenesætte et modkup eller fuld overgivelse. Kongen havde derfor allerede truffet sin beslutning, inden han modtog telegrammet. Han svarede hurtigt, at han var villig til, at forblive på tronen som en konstitutionel monark, og at han altid havde gået ind for at give folket en forfatning. Kongen skrev senere om sin beslutning om, at nægte at kæmpe: "Jeg kunne ikke sidde på en trone, der var besudlet af blod."
Kong Prajadhipok nægtede at sejle fra Hua Hin til Bangkok med den kanonbåd, som Folkepartiet havde sendt afsted, for at transportere ham. Kongen sagde, at han ikke var taget til fange af Khana Ratsadon (Folkepartiet) og rejste den 26. juni op til Bangkok med kongeligt tog. Hans første handling var, at give audiens til Folkepartiet. Da dets medlemmer trådte ind i salen, rejste kongen sig og hilste dem med ordene: »Jeg rejser mig til ære for Khana Ratsadon«. Det var en betydelig gestus, da kongen i den siamesiske kultur altid bliver siddende, også når undersåtter hyldes. Dette førte til, at Pridi undskyldte, for at bagvaske kongen i manifestet, hvor alle kendte kopier efterfølgende blev trukket ud af cirkulation. Kongen reagerede på denne handling ved, at sætte sit kongelige segl på et dokument, der frikendte alle medlemmer af Folkepartiet for statskup. Folkepartiet frigav derefter alle deres gidsler med undtagelse af prins Paribatra, som de anså for, at være for magtfuld. De bad ham i stedet om at forlade landet. Han rejste senere til Java og vendte aldrig tilbage til Thailand. Han døde i Bandung i 1944. Andre prinser gik i frivillig eksil i andre sydøstasiatiske lande, og nogle i Europa.
Den Siamesiske Revolution fandt sted på et tidpunkt, hvor den politiske sfære var domineret af militære og bureaukratiske eliter. Paul M. Handley antyder i den uautoriserede biografi om kong Bhumipol (Rama IX), The King Never Smiles (dansk: Kongen smiler aldrig), at både Rama VI og Rama VII, sammen med aristokratiet, afslog, at dele magten med den nye "almindelige" elite, hvilket tvang den "almindelige" elite og nogle højtstående fra adelen til, at støtte Initiativtagernes forsøg på at erobre magten med militær magt.

## Siams første forfatning
I løbet af få dage gjorde Folkepartiet Siam til en etpartistat med kommunistisk klingende institutioner såsom Folkeforsamlingen og stillingen som Præsident for Folkekomitéen. Revolutionsdagen, den 24. juni, blev udnævnt som Nationaldag.
Pridi havde havde i forvejen skrevet et udkast til en forfatning, hvor indledningen lød: "Den højeste magt i landet tilhører alle mennesker."  Forfatningen fratog dybest set kongen alle hans tidligere beføjelser – såsom hans vetoret, magten til benådning og retten til selv at udpege sin egen efterfølger og arving – men uden at afskaffe monarkiet.
Siams "demokrati" skulle udmøntes i tre faser. Først skulle forsamlingsmedlemmerne udpeges af de fire musketerer, der ifølge forfatningen skulle bestå af en Folkekomité (thai: คณะกรรมการราษฎร, dansk: Den udøvende magt) og en Forsamling af Folkerepræsentanter (thai: รัฐสาููผาูฉ ฎร), der skulle bestå af 70 udpegede medlemmer. Deres første periode skulle vare seks måneder.
I anden fase skulle den mest uvidende befolkning lære om demokrati og valg. Forsamlingen ville så blive ændret til at være sammensat af halvt af De fire Musketerer udpegede medlemmer, og den halvt folkevalgte gennem indirekte repræsentation. Kandidater skulle dog godkendes af Folkepartiet forud for ethvert valg.
I tredje fase skulle der blive fuld demokratisk repræsentation i forsamlingen, dog kunne dette først opnås ved udgangen af ti år, eller når mere end halvdelen af befolkningen havde gennemgået en grunduddannelse, alt efter hvad der blev opnået først.
Den første samling af Folkeforsamlingen fandt sted i Ananta Samakhom Throne Hall den 28. juni. Den midlertidige forfatning varede dog knapt til årets udgang. Den 10. december – den nuværende Forfatningsdag – blev en ny permanent og mere moderat forfatning vedtaget. Den gav mange af de mistede beføjelser tilbage til kongen, og monarkiet blev atter ophøjet til "helligt og ukrænkeligt". Folkerepræsentanternes forsamling blev udvidet til at omfatte 156 medlemmer med 78 valgte og 78 udpegede. De demokratiske restriktioner blev fjernet og regeringen planlagde Siams første valg til, at finde sted i oktober 1933.

## Politiske eftervirkninger

### Eftervirkninger af revolutionen
På trods af hans høje idealer og vestlige uddannelse stod Pridis version af demokratiet over for det samme dilemma, som Prajadhipoks version havde gjort det, nemlig at landet, og især landbefolkningen, endnu ikke var klar til demokrati.
Folkepartiet viste bipartiskhed, da de anbefalede udnævnelsen af advokat og privatråd Phraya Manopakorn Nititada som den første præsident for Folkeudvalget og dermed den første premierminister i Siam. Han var mere sandsynligt valgt ud fra pragmatisme (mere vægt på at opnå resultater, frem for en klar ideologisk profil) og skarpsindighed, end ærefuld hensigt. Indbyrdes kampe i regeringen om Pridis udkast til en "national økonomisk plan" – den såkaldte "gule omslagssag" – og den konservative premierministers handlinger, førte i sidste ende til det første egentlige statskup den 20. juni 1933. Her overtog oberst Phraya Phahon – en af De fire Musketerer – magten.

### Kampen mellem konservative og liberale
De følgende årtiers thailandsk politik havde sin oprindelse i kampen mellem konservative lejre støttet af en gruppe royalister og det liberale Folkepartiet. Historiske beretninger viser, at den konservative fraktion brugte forskellige taktikker for at modsætte sig Folkepartiet, herunder lukningen af parlamentet, det såkaldte Boworadet-oprør, statskuppet i 1933. Det blev udført af prins Boworadet og mange af de andre, der permanent havde mistet deres indflydelse og stillinger på grund af Folkepartiets magtovertagelse. Oprøret mod Folkepartiet blev imidlertid en fiasko. Og selvom der ikke er nogen som helst beviser for, at kong Prajadhipok var involveret det, førte hans neutralitet og ubeslutsomhed under den korte konflikt, til tabet af hans troværdighed og prestige. Tre år efter revolutionen abdicerede Prajadhipok og forlod Siam, for aldrig at vende tilbage. Han døde i England i 1941. Hans efterfølger som konge blev den ni-årige nevø, prins Ananda Mahidol (Rama VIII), der på det tidspunkt gik i skole i Lausanne i Schweiz.
På trods af disse udfordringer gik Folkepartiet sejrrigt ud i alle konflikter indtil november 1947, hvor et statskup bragte premierministerposten til den civile royalist Khuang Aphaiwong. Hans embedsperiode blev dog kortvarig, da han blev tvunget til at træde tilbage i april 1948. Khuang grundlagde senere det konservative Demokratiske Parti.
Statskuppet i 1947 markerede et væsentligt vendepunkt i historien om det moderne Thailands politiske ustabilitet. Det forvandlede statskup til potente politiske våben. I 1948, gennem et kup under ledelse af den militære fraktion, generobrede Folkepartiet den politiske magt og udnævnte feltmarskal Plaek Phibunsongkhram til premierminister. På trods af dette holdt regeringen ikke længe, da den højreorienterede feltmarskal Sarit Thanarat orkestrerede endnu et kup i 1957. Dette markerede Folkepartiets fald og fremkomsten af Deep state-strategier i thailandsk politik.
Deep state er et mangefacetteret begreb, der anvendes inden for statsvidenskab og har forskellige fortolkninger. Uanset dens fortolkning, hentyder den typisk til en hemmelig strategi, der bruges af et fremtrædende netværk af enkeltpersoner, inden for og uden for en regering, eller indflydelsesrige organisationer. Disse enheder påvirker eller styrer hemmeligt regeringens politikker og beslutninger bag bureaukratiets kulisser. Thailands vedvarende politiske ustabilitet, præget af militærledede statskup og lejlighedsvise faser af junta-regering, har fået nogle analytikere til at nævne elementer, der ligner Deep state. Dette fænomen forblev iøjnefaldende, selv under flygtige intervaller med civil administration, da det militære etablissement fortsatte med, at udøve betydelig indflydelse over civilt valgte regeringers politikker og beslutningsprocesser. Dette gjaldt i særdeleshed tildeling af militærbudgetter, især til hemmelige operationer og indkøb af militært udstyr.

## Den forsvundne revolutionsplakette
Den 10. december 1936, vendte Phraya Phahon og de tre øvrige revolutionære ledere fra De Fire Musketerer tilbage til pladsen foran Dusit-paladset. Til minde om dagen for revolutionen i 1932 og Siams første forfatning, indstøbte de en lille 30 cm. rund messing-plakette i vejebelægningen ved siden af kong Rama Vs rytterstatue. Siden fik royalister, tilhængere af kongedømmet, mere magt og ændrede nationaldagen fra 24. juni til 5. december, kong Bhumibol Adulyadejs fødselsdag, og derefter til 10. december som forfatningsdag (Constitution Day, da: Grundlovsdag). En mindre gruppe mødtes dog fortsat hvert år den 24. juni ved mindepladen, der senere blev et symbol for den politiske bevægelse, Rødtrøjer, under de eskalerende konflikter med de royalistiske Gultrøjer i 2008 til 2014..
Plaketten forsvandt pludseligt den 12. april 2017, hvilket dog først blev observeret to dage senere. Den var udskiftet med en tilsvarende størrelse messingplakette, med en inskription af en del af et ordsprog fra Chakri-dynastiets motto, der forherliger tro på buddhismen, monarken og ens egen familie. Ultraroyalister (Gultrøjer) havde tidligere, i november 2016, truet med ville fjerne 1932-revolutionens mindeplade. Ingen har taget ansvaret for ombytningen, og aktivistklager blev afvist med begrundelse om, at "mindesmærket ingen ejer havde". Områdets overvågningskameraer var i øvrigt nedtaget i forbindelse med vejarbejde og ny kabelføring, på tidpunktet, hvor plaketten blev fjernet.
Den 3. maj, 2017, blev seks personer, heriblandt en kendt menneskererettigheds-advokat, Prawet Prapanukul, stillet for Retten med anklager om overtrædelse af §112 i kriminalloven, den såkaldte lèse majesté-paragraf, anklaget for at dele et Facebook-opslag om den manglende 1932 Revolutions Plakette, postet af Somsak Jeamteerasakul, en akademiker, der i øjeblikket lever i en selvpålagt eksil i Frankrig (Prawet Prapanukul blev også anklaget for en række andre majestæts-krænkende udtalelser).